# Jacques-René Hébert
Jacques-René Hébert (ur. 15 listopada 1757 w Alençon, zm. 24 marca 1794 w Paryżu) – francuski dziennikarz i działacz polityczny doby rewolucji francuskiej, przywódca hebertystów. Charyzmatyczny propagator najradykalniejszych poglądów, zwolennik całkowitej dechrystianizacji Europy, zwany „psem na Kościół”.
Pochodził z zamożnej rodziny mieszczańskiej – był synem jubilera. W czasach przedrewolucyjnych prowadził dość awanturniczy tryb życia, nie stroniąc od skandali. Po przegranym procesie o zniesławienie został zmuszony do opuszczenia rodzinnego miasta i zamieszkania w Paryżu, gdzie aż do wybuchu rewolucji żył w skrajnym ubóstwie. Jego przeciwnicy – już w epoce rewolucyjnej – wypominali mu m.in. to, że będąc administratorem paryskiego teatru Varietes, zdefraudował poważną sumę pieniędzy. 
Na fali wydarzeń 1789 roku włączył się aktywnie w rewolucyjną politykę. Znalazł się wśród czołowych działaczy stworzonego w kwietniu 1790 Stowarzyszenia Przyjaciół Praw Człowieka i Obywatela. Stowarzyszenie zyskało potoczne miano klubu kordelierów. Określany przez lewicowych historyków jako „awangarda paryskiego ruchu demokratycznego”, klub skupiał takich polityków, jak Georges Danton, Camille Desmoulins, Jean Paul Marat. Początkowo nie występowały głębokie różnice między kordelierami a jakobinami – radykalni lewicowi działacze zasiadali w obu stronnictwach. Jego frakcja rywalizowała o wpływy wśród sankiulotów z frakcją wściekłych.
Ideą, która zapewniła Hébertowi entuzjazm paryskiej ulicy – zwłaszcza kręgów półpiśmiennych proletariuszy – było wydawanie gazety „Le père Duchesne”, założonej we wrześniu 1792 roku. Ogromna liczba tytułów prasowych, które powstały na fali rewolucji i zazwyczaj egzystowały bardzo krótko, nie była nastawiona wyłącznie na zysk. Dzięki umiejętnemu dotarciu z tytułem do tysięcy mieszkańców Paryża, redaktor i wydawca (najczęściej też jedyny autor tekstów) zapewniał sobie znakomity środek politycznej reklamy i możliwość sterowania nastrojami zwolenników. Hébertowi udało się połączyć sukces finansowy gazety z sukcesem osobistym: „Père Duchesne” odróżniał się od współczesnych periodyków swoistym stylem pisania, będącym połączeniem radykalnej retoryki z wulgarnym językiem. Tytułowy „ojciec Duchesne” to postać z ludowych przedstawień i historyjek – prostak służący wszystkim dobrą radą. W swoim piśmie Hébert ustami Duchesne'a komentował bieżące wydarzenia i oskarżał przeciwników w niezbyt wybredny sposób. W życiu prywatnym Hébert był przeciwieństwem lumpenproletariusza – zawsze elegancko ubrany i modnie ufryzowany, lubił wystawny tryb życia.
Gazeta Héberta była również trybuną rzeczników świeckiego państwa. Hébert otwarcie raz przyznawał, że jest ateistą, że nie wierzy ni w piekło, ni w raj, a innym razem mówił, że Chrystus był pierwszym sankiulotą. Chwalił zamykanie świątyń, ich zamianę w „Świątynie Rozumu” i represjonowanie księży – także tych, którzy przysięgli na wierność konstytucji. To, co chwalił Hébert-dziennikarz, realizował Hébert-urzędnik, będący od grudnia 1792 zastępcą prokuratora Komuny Paryża.
Z biegiem czasu narastał konflikt między Robespierrem a Hébertem. Wcześniejsza admiracja Héberta dla tego pierwszego wynikała prawdopodobnie z powodów taktycznych, chociaż Robespierre nie krył swej niechęci do dziennikarza, m.in. za wulgarne oblicze jego publicystyki. W 1793 Hébert wraz z innymi radykałami został na krótko aresztowany pod wpływem żyrondystów, obawiających się, grożącego im zagładą, ataku ze strony skrajnej lewicy. Tym razem dziennikarza poparł Robespierre i delegacja Komuny Paryża. Wzmocniony, korzystając ze swoich prerogatyw, niedługo potem rozprawił się z konkurencyjnym ultralewicowym stronnictwem – wściekłymi pod wodzą byłego księdza Jacques’a Roux. Grupa ta, zwolennicy „rządów ludu”, atakowała jakobinów za rzekomy moderantyzm, domagając się natychmiastowej rozprawy z przeciwnikami rewolucji; ich nastroje dobrze tłumaczą słowa Rouxa: „Jest rzeczą konieczną, by sierp wolności przeszedł po głowach bogaczy”.
Jesienią 1793 przeciwko Hébertowi zaczęto wysuwać coraz liczniejsze oskarżenia, m.in. o próby spisku, korumpowanie deputowanych do Konwencji. Robespierre zaatakował Héberta i jego zwolenników, zarzucając im bandycką dechrystianizację; na ich zarzuty, że popiera księży i katolicyzm, Robespierre odpowiadał oskarżeniami o kontakty ze „spiskiem z zagranicy”. Tocząc otwartą już wojnę, Hébert aluzyjnie nawoływał na łamach „Père Duchesne” do obalenia przeciwnika – „Nie szczędźcie nikogo, nie bójcie się obalenia dzisiejszego bożyszcza”. Hébert i jego zwolennicy stali się celem gwałtownych ataków; wypominano im m.in. korzyści odniesione dzięki dostawom „Père Duchesne” dla wojska. 
Hébert został aresztowany w marcu 1794 przez Komitet Ocalenia Publicznego z polecenia Robespierre’a. Redaktora ludowej gazetki i jego stronników oskarżono o to, że są agentami władzy zagranicznej, korumpują lud i chcą siłą zagarnąć władzę. Oskarżonych skazano na śmierć i stracono 24 marca 1794. Jako ostatni na gilotynie (nazywanej przez niego wcześniej „okno Republiki”) zginął sam Hébert, przed śmiercią krzycząc: Jeszcze nie! Jeszcze nie!.